# Munkbrarup Kirke
Munkbrarup Kirke er en kirke i landsbyen Munkbrarup i Munkbrarup Sogn i Angel, Sydslesvig. Kirken er viet Sankt Laurentius.

## Arkitektur og inventar
Kirken blev bygget 1582 af hertug Hans den Yngre på ruinerne af et ældre romansk kirke. Den blev opført af materialer fra det forhenværende Ryd Kloster, hvilket også kan spores i kirken. Fra klosteret skal den således have fået de dels afrundede kvadersten og portalen på sydsiden, hvor døren nu er tilmuret. Portalen flankeres på hver side af tre søjler med udsmykkede sokler og med den tronende Kristus i gavlfeltet (tympanon) og ved hans side apostlene Peter (med nøglerne) og Paulus (med bogen). Tårnet er mest af mursten. Det havde før et spir, men da dette nedbrændte ved lynild omtrent 1680 fik tårnet et gavltag. Den vestlige tårnmur er opført 1704. Klokken er også fra Ryd Kloster. Den blev omstøbt i 1681. Orglet er fra 1662 og blev fornyet 1740. Døbefonten er af granit. Den har måske samme stenhuggermester som sydportalen. På siderne ses en løve i kamp med et menneske. Fonten er desuden prydet med relieffet af en person, måske Knud 4., der regerede Danmark 1182-1202. Knud var nært knyttet til Flensborg og Flensborg-egnen. Det tosidede korbuekrucifiks er fra 1400-tallet. Renæssance-prædikestolen er et arbejde fra Hinrich Ringerincks værksted i Flensborg omkring år 1600.
Kirken ligner kvaderstenkirkerne i Husby, Nørre Brarup, Sørup og Havetoft. Kunsthistorikerne taler derfor ligefrem om Angelgranit.
Den ældste kirke skal efter sagnet have ligget langt nordligere ved stranden i nærheden af Skovby (det nuværende Lyksborg), men af frygt for sørøvere være flyttet længere ind i landet. Den var viet Sct. Laurentius. I kirkeseglet (og i Angels våben) findes endnu risten med omskrift. Denne kirke brændte ned 1565.

## Billeder
- Sydportal
- Døbesten med løvekampscenen